# Universitat Friedrich Schiller de Jena
La universitat Friedrich Schiller (FSU) està localitzada a Jena, Turíngia a Alemanya, va ser fundada el 1558 i va ser anomenada en honor de l'escriptor alemany Friedrich Schiller el 1934.
El 2004, la universitat té al voltant de 19.000 estudiants i 340 professors. El seu rector actual, Klaus Dicke, és el 317è a la història de la universitat.